# Ctenichneumon ultus
Ctenichneumon ultus är en stekelart som först beskrevs av Cresson 1867.  Ctenichneumon ultus ingår i släktet Ctenichneumon och familjen brokparasitsteklar. Inga underarter finns listade i Catalogue of Life.